# Kōtarō Ōmori
Kōtarō Ōmori (大森 晃太郎?, Ōmori Kōtarō; Osaka, 28 aprile 1992) è un calciatore giapponese, centrocampista del Kamatamare Sanuki in prestito dal Júbilo Iwata.

## Carriera
Tra il 2011 ed il 2012 gioca 5 partite nella massima serie giapponese ed una partita in AFC Champions League con il Gamba Osaka, con cui nel 2013 disputa invece 16 partite nella seconda serie giapponese, contribuendo così al ritorno della squadra nella categoria superiore dopo un solo anno. In prima divisione (nel 2014) vince il campionato. Ha deciso la gara della finale della Yamazaki Nabisco fra Gamba Osaka-Sanfrecce Hiroshima, segnando una rete di testa che ha portato lui e i suoi compagni alla vittoria.

## Palmarès

### Club

#### Competizioni nazionali
- J2 League: 2

Gamba Osaka: 2013
Júbilo Iwata: 2021
- Coppa J. League: 1

Gamba Osaka: 2014
- Campionato giapponese: 1

Gamba Osaka: 2014
- Coppa dell'Imperatore: 2

Gamba Osaka: 2014, 2015
- Supercoppa del Giappone: 1

Gamba Osaka: 2015